# أحمد عبد الباقي
أحمد عبد الباقي هو اقتصادي عراقي، تبوأ مناصب عديدة منذ العهد الملكي آخرها منصب محافظ البنك المركزي العراقي لغاية تقاعده.
علما أنه شغل المنصب مرتين، الأولى من 1 كانون الثاني 1963 إلى 18 كانون الثاني 1963 والثانية من 27 كانون الأول 1975 إلى 13 أيار 1976. كما عمل أحياناً وكيلاً للمحافظ.
له ابنة هي سناء أحمد عبد الباقي عملت في المصارف العراقية بوظائف مختلفة آخرها قبل تقاعدها في التسعينات مديرة مكتب مجلس الإدارة لمصرف الرشيد ولها ابنة وحيدة هي الدكتورة رغد الأطرقجي الأستاذة في كلية الزراعة بجامعة بغداد.
| سبقه عبد اللطيف الشواف    | محافظ البنك المركزي العراقي 1963      | تبعه خير الدين حسيب     |
| سبقه فوزي عبد الله القيسي | محافظ البنك المركزي العراقي 1976-1975 | تبعه صلاح الدين الشيخلي |